# Liechtensteiner Cup 2016/17
Der Liechtensteiner Cup 2016/17 (offiziell: FL1 Aktiv-Cup) war die 72. Austragung des Fussballpokalwettbewerbs der Herren in Liechtenstein. Der Wettbewerb wurde vom 17. August 2016 bis zum 24. Mai 2017 in fünf Runden im K.-o.-System ausgespielt. Titelverteidiger war der Rekordpokalsieger FC Vaduz, der erneut den Final erreichte und dieses mit 5:1 gegen USV Eschen-Mauren für sich entschied. Es war bei der 58. Finalteilnahme der insgesamt 45. Pokaltitel. Zudem erhielt der FC Vaduz die Berechtigung zur Teilnahme an der Qualifikation zur UEFA-Europa League 2017/18.

## Modus
Sämtliche Liechtensteiner Mannschaften, die am Schweizer Ligensystem teilnahmen, waren auch für den Liechtensteiner Cup gemeldet. Das heisst, dass auch Zweit- und Drittmannschaften mitspielten. Dabei gab es bei der Auslosung der Begegnungen keine Einschränkungen, sodass auch Mannschaften desselben Vereins einander zugelost werden konnten. Die Halbfinalisten der letzten Austragung stiegen erst im Viertelfinale ein.
Der Liechtensteiner Cup wurde im K.-o.-System ausgetragen. Die Spiele fanden an folgenden Daten statt:
- 1. Vorrunde (17., 23., 24. August und 7. September 2016): 8 Teams, die Sieger sind für die 2. Vorrunde qualifiziert.
- 2. Vorrunde (27., 28. September und 4. Oktober 2016): 8 Teams, die Sieger sind für die Viertelfinals qualifiziert.
- Viertelfinals (25. & 26. Oktober 2016): 8 Teams, die Sieger sind für die Halbfinals qualifiziert.
- Halbfinals (5. & 11. April 2017): 4 Teams, die Sieger qualifizieren sich für das Endspiel.
- Final (24. Mai 2017)

## Teilnehmende Mannschaften
Folgende 16 Mannschaften waren für den Wettbewerb gemeldet:
| Super League (I) | 1. Liga (IV)                 | 2. Liga (VI) | 3. Liga (VII)                      | 4. Liga (VIII)                                                                     | 5. Liga (IX)                                                        |
| ---------------- | ---------------------------- | ------------ | ---------------------------------- | ---------------------------------------------------------------------------------- | ------------------------------------------------------------------- |
| FC Vaduz         | FC Balzers USV Eschen-Mauren | FC Ruggell   | FC Balzers II FC Schaan FC Triesen | FC Balzers III USV Eschen-Mauren II FC Schaan Azzurri FC Triesen II FC Triesenberg | USV Eschen-Mauren III FC Ruggell II FC Schaan III FC Triesenberg II |

## 1. Vorrunde
Die 1. Vorrunde fand zwischen dem 17. August und 7. September 2016 statt. Nebst den letztjährigen Halbfinalisten, hatten der FC Balzers III, FC Triesenberg, FC Ruggell und der FC Triesen für diese Runde ein Freilos.
Folgende Paarungen wurden für die 1. Vorrunde ausgelost:
| Datum      |                      | Ergebnis |                       |
| ---------- | -------------------- | -------- | --------------------- |
| 17.08.2016 | FC Schaan III        | 1:4      | USV Eschen-Mauren III |
| 23.08.2016 | FC Schaan Azzurri    | 1:2      | FC Ruggell II         |
| 24.08.2016 | USV Eschen-Mauren II | 3:0      | FC Triesenberg II     |
| 07.09.2016 | FC Triesen II        | 1:5      | FC Balzers            |

## 2. Vorrunde
Die 2. Vorrunde fand zwischen dem 27. September und 4. Oktober 2016 statt. Die Halbfinalisten des letzten Pokalwettbewerbs hatten für diese Runde ein Freilos (FC Vaduz, USV Eschen-Mauren, FC Balzers II, FC Schaan).
Folgende Paarungen wurden für die 2. Vorrunde ausgelost:
| Datum      |                       | Ergebnis |                |
| ---------- | --------------------- | -------- | -------------- |
| 27.09.2016 | USV Eschen-Mauren II  | 0:3      | FC Balzers     |
| 28.09.2016 | FC Balzers III        | 0:2      | FC Ruggell     |
| 28.09.2016 | USV Eschen-Mauren III | 0:7      | FC Triesenberg |
| 04.10.2016 | FC Ruggell II         | 0:1      | FC Triesen     |

## Viertelfinale
Die Viertelfinals fanden am 25. und 26. Oktober 2016 statt.
Folgende Paarungen wurden für die Viertelfinals ausgelost:
| Datum      |                | Ergebnis |                   |
| ---------- | -------------- | -------- | ----------------- |
| 25.10.2016 | FC Balzers     | 0:4      | USV Eschen-Mauren |
| 25.10.2016 | FC Ruggell     | 00:11    | FC Vaduz          |
| 25.10.2016 | FC Triesenberg | 3:1      | FC Schaan         |
| 26.10.2016 | FC Balzers II  | 0:2      | FC Triesen        |

## Halbfinale
Die Halbfinals fanden am 5. und 11. April 2017 statt.
Folgende Paarungen wurden für die Halbfinals ausgelost:
| Datum      |                | Ergebnis |                   |
| ---------- | -------------- | -------- | ----------------- |
| 05.04.2017 | FC Triesenberg | 2:4      | USV Eschen-Mauren |
| 11.04.2017 | FC Triesen     | 00:18    | FC Vaduz          |

## Finale
Der Cupfinal im Sportpark Eschen-Mauren fand am 24. Mai 2017 statt.
| Paarung           | USV Eschen-Mauren – FC Vaduz |
| Ergebnis          | 1:5 (1:3) |
| Datum             | 24. Mai 2017 |
| Stadion           | Sportpark Eschen-Mauren, Eschen |
| Zuschauer         | 984 |
| Schiedsrichter    | Sascha Amhof ( Schweiz) |
| Tore              | 0:1 Aldin Turkes (1.) 0:2 Aldin Turkes (26.) 1:2 Nicolò Pola (30.) 1:3 Philipp Muntwiler (43.) 1:4 Aldin Turkes (51.) 1:5 Stjepan Kukuruzović (56.) |
| USV Eschen-Mauren | Boban Antic – Marko Martinović, Nico Thöni, Boško Trajkovic (77. Manuel Willi), Mathias Sele (71. Manuel Baumann) – Maximilian Knuth, Marco Fässler (58. Ivan Quintans), Giuseppe Coppola, Niklas Kieber – Michael Bärtsch, Nicolò Pola Cheftrainer: Oliver Ofentausek      |
| 'FC Vaduz'        | Benjamin Siegrist – Maximilian Göppel (74. Simone Grippo), Mario Bühler, Thomas Konrad, Axel Borgmann – Philipp Muntwiler (58. Caleb Stanko), Diego Ciccone, Stjepan Kukuruzović, Aldin Turkes (69. Yones Felfel) – Gonzalo Zárate, Marco Mathys Cheftrainer: Roland Vrabec |
| Gelbe Karten      | Mathias Sele (53.) – Gonzalo Zárate (33.) |

## Torschützenliste
Bei gleicher Anzahl von Treffern sind die Spieler alphabetisch geordnet.
| Pl.      | Name                | Team                  | Tore |
| -------- | ------------------- | --------------------- | ---- |
| 01.      | Aldin Turkes        | FC Vaduz              | 10   |
| 02.      | Albion Avdijaj      | FC Vaduz              | 6    |
| 03.      | Stjepan Kukuruzović | FC Vaduz              | 5    |
| 04.      | Leonardo            | FC Balzers            | 4    |
| 04.      | Roland Schädler     | FC Triesenberg        | 4    |
| 06.      | Mathias Barandun    | FC Triesenberg        | 3    |
| 06.      | Michael Bärtsch     | USV Eschen-Mauren     | 3    |
| 06.      | Sandro Daradan      | USV Eschen-Mauren II  | 3    |
| 06.      | David Hasler        | USV Eschen-Mauren III | 3    |
| 06.      | Nicolò Pola         | USV Eschen-Mauren     | 3    |
| Endstand |                     |                       |      |